# Bachivillers
Bachivillers és un municipi francès, situat al departament de l'Oise i a la regió dels Alts de França. L'any 2007 tenia 410 habitants.

## Demografia

### Població
El 2007 la població de fet de Bachivillers era de 410 persones. Hi havia 134 famílies de les quals 24 eren unipersonals (24 dones vivint soles i 24 dones vivint soles), 31 parelles sense fills, 71 parelles amb fills i 8 famílies monoparentals amb fills.
La població ha evolucionat segons el següent gràfic:
Habitants censats

### Habitatges
El 2007 hi havia 169 habitatges, 146 eren l'habitatge principal de la família, 16 eren segones residències i 7 estaven desocupats. 165 eren cases i 4 eren apartaments. Dels 146 habitatges principals, 133 estaven ocupats pels seus propietaris, 8 estaven llogats i ocupats pels llogaters i 5 estaven cedits a títol gratuït; 1 tenia una cambra, 12 en tenien dues, 23 en tenien tres, 45 en tenien quatre i 66 en tenien cinc o més. 106 habitatges disposaven pel capbaix d'una plaça de pàrquing. A 56 habitatges hi havia un automòbil i a 87 n'hi havia dos o més.

### Piràmide de població
La piràmide de població per edats i sexe el 2009 era:
| Homes | Edats   | Dones |
| ----- | ------- | ----- |
| 0     | 95 o +  | 0     |
| 0     | 90 a 94 | 0     |
| 4     | 85 a 89 | 0     |
| 0     | 80 a 84 | 0     |
| 4     | 75 a 79 | 12    |
| 12    | 70 a 74 | 8     |
| 4     | 65 a 69 | 4     |
| 4     | 60 a 64 | 0     |
| 4     | 55 a 59 | 4     |
| 12    | 50 a 54 | 12    |
| 12    | 45 a 49 | 8     |
| 4     | 40 a 44 | 8     |
| 40    | 35 a 39 | 20    |
| 8     | 30 a 34 | 20    |
| 12    | 25 a 29 | 12    |
| 4     | 20 a 24 | 4     |
| 0     | 15 a 19 | 8     |
| 12    | 10 a 14 | 24    |
| 12    | 5 a 9   | 36    |
| 12    | 0 a 4   | 4     |

## Economia
El 2007 la població en edat de treballar era de 268 persones, 196 eren actives i 72 eren inactives. De les 196 persones actives 188 estaven ocupades (95 homes i 93 dones) i 8 estaven aturades (3 homes i 5 dones). De les 72 persones inactives 20 estaven jubilades, 33 estaven estudiant i 19 estaven classificades com a «altres inactius».

### Ingressos
El 2009 a Bachivillers hi havia 142 unitats fiscals que integraven 410,5 persones, la mediana anual d'ingressos fiscals per persona era de 20.648 €.

### Activitats econòmiques
Dels 10 establiments que hi havia el 2007, 1 era d'una empresa de fabricació d'altres productes industrials, 3 d'empreses de construcció, 1 d'una empresa d'informació i comunicació, 1 d'una empresa de serveis i 4 d'empreses classificades com a «altres activitats de serveis».
Dels 4 establiments de servei als particulars que hi havia el 2009, 1 era una fusteria i 3 perruqueries.

## Equipaments sanitaris i escolars
El 2009 hi havia una escola elemental integrada dins d'un grup escolar amb les comunes properes formant una escola dispersa.

## Poblacions més properes
El següent diagrama mostra les poblacions més properes.